# Zamorček
Zamorček ali murček, po hrvaški obliki tudi morčič, je nakitni motiv v obliki glave temnopolte osebe s turbanom, ki je značilen za severnojadransko obmorje in kasneje povezano alpsko območje. Podoba je emajlirana, praviloma s črno, belo in včasih rdečo ali drugo barvo. Največkrat so to uhani, pojavlja pa se tudi na broškah, prstanih, kravatnih iglah in ogrlicah.
Zamorček je nastal v 17. ali 18. stoletju kot skromnejša različica figure »beneškega moretta«, čeprav je bil podoben motiv poznan že v grški antiki. Zaradi očesu prijaznega videza, izdelave in ugodne cene, je hitro postal del tradicionalnega ženskega nakita v obliki uhanov, prstanov in brošk. Ljudje so verjeli, da ima zamorček varovalno moč, po legendi pa so ga ženske začele nositi v znak spomina na zmago nad Turki v šestnajstem stoletju.
Na Slovenskem, predvsem na Primorskem, je zamorček poznan že stoletja. V 60. letih 19. stoletja so bili uhani z zamorčkom zelo v modi, v drugi polovici 19. stoletja je bil tako priljubljen, da je kot uhan zašel v slovenske narodne noše. Nosili so ga tudi otroci ter odrasli moški. Moški so ga nosili samo na levi strani, priljubljen je bil med ribiči in mornarji, ponekod je bil znamenje za dediča posesti. Varoval naj bil pred uroki, boleznimi ušes,  slabovidnostjo in glavobolom. Posebno razširjen je bil na Krasu, kjer so ga tudi podarjali dekletom za zaroko. Slovenski zlatarji, tudi v zamejstvu, ga nepretrgoma izdelujejo.
Morčič je danes eden najbolj znanih simbolov hrvaškega mesta Reka, ob svoji estetski in okrasni funkciji simbolizira pripadnost Reke hrvaškemu Primorju. 